# Wim Vansevenant
Wim Vansevenant (Diksmuide, 23 de diciembre de 1971) es un ciclista belga que fue profesional de 1995 a 2008.
Durante su carrera se convirtió en el único corredor en haber terminado tres Tour de Francia consecutivos en la última posición.
Su hijo Mauri también es ciclista profesional.

## Palmarés
1996
- 1 etapa en el Tour de Vaucluse

## Resultados en Grandes Vueltas y Campeonatos del Mundo
| Carrera         | Carrera         | 1995 | 1996 | 1997 | 1998 | 1999 | 2000  | 2001 | 2002 | 2003 | 2004  | 2005  | 2006  | 2007  | 2008  |
| --------------- | --------------- | ---- | ---- | ---- | ---- | ---- | ----- | ---- | ---- | ---- | ----- | ----- | ----- | ----- | ----- |
|                 | Giro de Italia  | —    | —    | —    | —    | —    | F. c. | —    | —    | —    | —     | —     | —     | —     | —     |
|                 | Tour de Francia | —    | —    | —    | —    | —    | —     | —    | —    | —    | 140.º | 154.º | 137.º | 141.º | 142.º |
|                 | Vuelta a España | —    | —    | —    | —    | —    | —     | —    | —    | —    | —     | —     | —     | —     | —     |
| Mundial en Ruta | Mundial en Ruta | —    | —    | —    | —    | —    | —     | —    | —    | Ab.  | —     | —     | —     | —     | —     |

―: no participa
Ab.: abandono
F. c.: fuera de control